# Shirin Abdullaeva

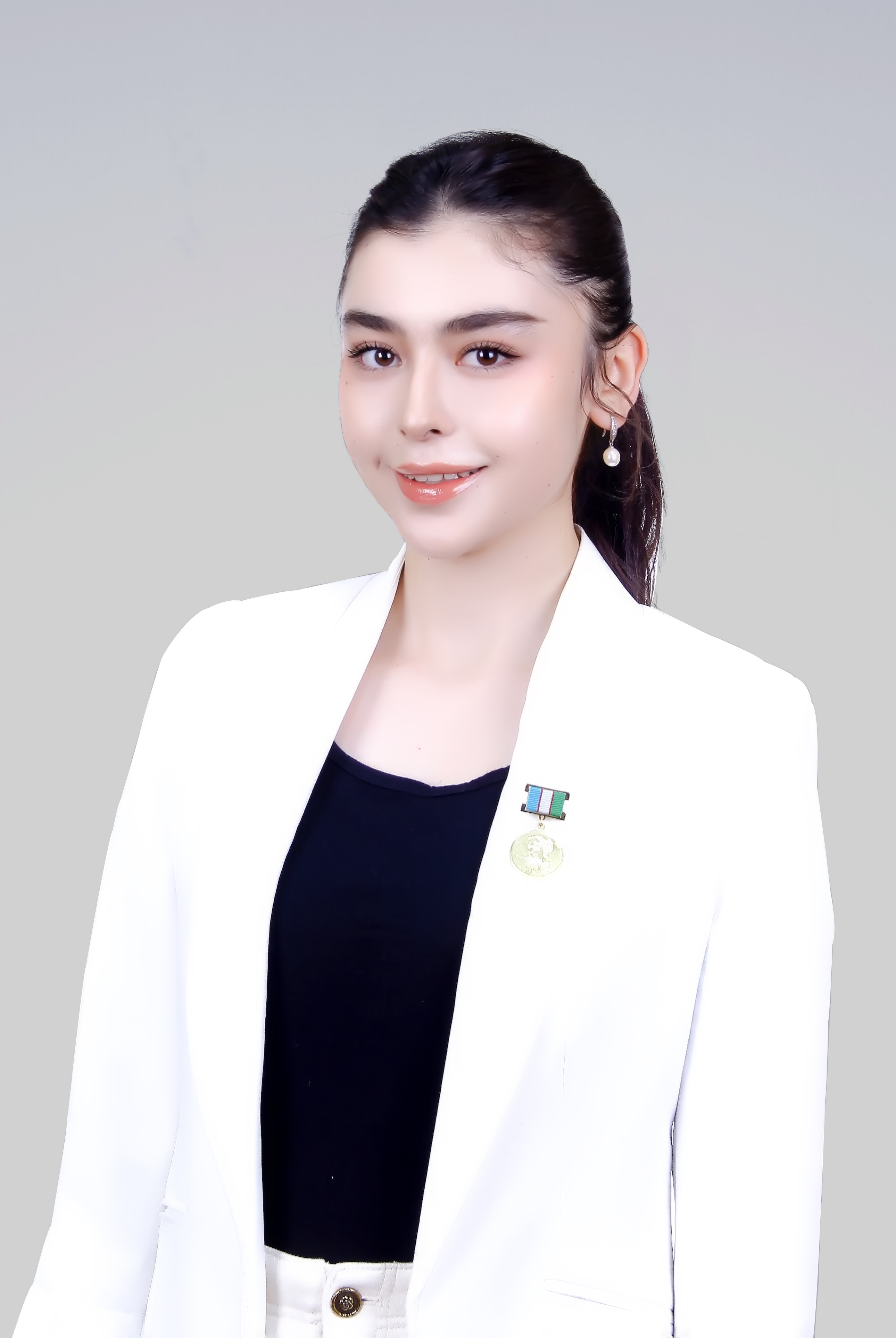
Shirin Abdullaeva (2022)

Shirin Abdullaeva (usbekisch Shirin Abdullayeva; * 14. Dezember 2005 in Namangan, Usbekistan; † 15. Februar 2025) war eine usbekische Sängerin, Schauspielerin und Model. Sie wurde insbesondere durch ihre Auftritte in internationalen Musik- und Filmprojekten bekannt. In Medienberichten wurde sie als die „Stimme Zentralasiens“ bezeichnet. In China trat sie auch unter dem Namen Gu Tiantian auf. Sie wurde 2023 mit dem Zulfiya-Staatspreis ausgezeichnet.

## Leben
Abdullayeva wurde am 14. Dezember 2005 in der usbekischen Stadt Namangan geboren. Bereits im frühen Kindesalter begann sie mit Musik- und Bühnenauftritten im Kinderensemble Tantana. Im Jahr 2023 wurde sie an der Fakultät für Sozialwissenschaften der Tsinghua-Universität in Peking, Volksrepublik China, aufgenommen. Shirin Abdullayeva verstarb am 15. Februar 2025 im Alter von 19 Jahren an einer Enzephalitis.

## Karriere

### Film und Fernsehen
Abdullayeva trat in mehreren Film- und Fernsehproduktionen auf. Sie spielte unter anderem in:
- „Qismat bitigi“ – usbekische Fernsehserie
- „Merosxo‘r“ – usbekisch-chinesische Filmkoproduktion[7][8]
- „Mister Nokaut“ – russischer Spielfilm unter der Regie von Artyom Mikhalkov[9][10]

## Auszeichnungen
Shirin Abdullaeva wurde bei nationalen und internationalen Wettbewerben ausgezeichnet. Ihre wichtigsten Ehrungen umfassen:
- Zulfiya-Staatspreis (2023) – für besondere Leistungen in der Kunst[11]
- Grand Prix beim „Sea Sun Festival“ in Spanien, Lloret de Mar (2022)[4][12]
- Sechs erste Plätze' und ein Grand Prix beim internationalen Kunstfestival in Sotschi (Russland, 2021)[13]

## Stiftung
Um ihr Andenken zu ehren und ihre Vision von interkulturellem Austausch zu fördern, wurde die „Shirin Abdullayeva Stiftung für interkulturellen Austausch“ ins Leben gerufen. Diese Stiftung unterstützt Studierende aus verschiedenen Kulturen, die sich für den Dialog zwischen Ost und West einsetzen. Sie bietet Stipendien und Programme an, die den interkulturellen Austausch und das Verständnis zwischen verschiedenen Kulturen fördern.
Die Stiftung wurde offiziell am 10. April 2025 gegründet, mit Unterstützung von Shirins Familie und der Tsinghua-Universität. Sie wird von der Tsinghua University Education Foundation verwaltet und richtet sich an Studierende der Fakultät für Sozialwissenschaften, die sich durch hervorragende akademische Leistungen und Engagement im Bereich des interkulturellen Dialogs auszeichnen.